# Coup de l'empereur
| ♠ | A R x x |
| ♥ | x x x   |
| ♦ | x x     |
| ♣ | . . . . |

| ♠ | D x x x   |
| ♥ | V x x     |
| ♦ | R D V x x |
| ♣ | .         |

| ♠ | x x         |
| ♥ | A x         |
| ♦ | x x x       |
| ♣ | . . . . . . |

| ♠ | V 10 x    |
| ♥ | R D x x x |
| ♦ | A x x     |
| ♣ | . .       |

| ♠ | A R x x |
| ♥ | x x x   |
| ♦ | x x     |
| ♣ | . . . . |

| ♠ | D x x x   |
| ♥ | V x x     |
| ♦ | R D V x x |
| ♣ | .         |

| ♠ | x x         |
| ♥ | A x         |
| ♦ | x x x       |
| ♣ | . . . . . . |

| ♠ | V 10 x    |
| ♥ | R D x x x |
| ♦ | A x x     |
| ♣ | . .       |

| ♠ | A R x x |
| ♥ | x x x   |
| ♦ | x x     |
| ♣ | . . . . |

| ♠ | D x x x   |
| ♥ | V x x     |
| ♦ | R D V x x |
| ♣ | .         |

| ♠ | x x         |
| ♥ | A x         |
| ♦ | x x x       |
| ♣ | . . . . . . |

| ♠ | V 10 x    |
| ♥ | R D x x x |
| ♦ | A x x     |
| ♣ | . .       |

| ♠ | A R x x |
| ♥ | x x x   |
| ♦ | x x     |
| ♣ | . . . . |

| ♠ | D x x x   |
| ♥ | V x x     |
| ♦ | R D V x x |
| ♣ | .         |

| ♠ | x x         |
| ♥ | A x         |
| ♦ | x x x       |
| ♣ | . . . . . . |

| ♠ | V 10 x    |
| ♥ | R D x x x |
| ♦ | A x x     |
| ♣ | . .       |

Le coup de l'empereur est un coup de bridge qui consiste à défausser délibérément une carte maîtresse en vue de créer une rentrée au partenaire. Dans l'exemple ci-contre, après l'entame carreau prise au 3e tour, Est jettera son As de cœur sur le 3e tour de pique pour créer une rentrée au Valet de cœur à Ouest en vue d'exploiter les carreaux affranchis.
Il est nommé ainsi en référence à l'empereur Bảo Đại qui l'aurait exécuté devant un chroniqueur.